# Andreas Dũng Lạc
Andreas Dũng Lạc, född 1795 i provinsen Bắc Ninh, död 21 december 1839 i Cau Giay i Hanoi, var en vietnamesisk romersk-katolsk präst och martyr. Han vördas som helgon i Romersk-katolska kyrkan, med minnesdag den 24 november. Detta datum firas alla Vietnams martyrer.

## Biografi
Andreas Dũng Lạc uppfostrades som kristen och var under en tid kateket, innan han studerade teologi och prästvigdes år 1823. Under kejsar Minh Mangs kristendomsförföljelse blev han år 1835 arresterad, men frigavs efter att en lösensumma hade erlagts. Den 10 december 1839 greps han ånyo, men släpptes igen. Senare samma månad greps han en tredje gång och halshöggs den 21 december tillsammans med prästen Phêrô Truong Van Thi.